# Aphonopelma bicoloratum
Aphonopelma bicoloratum é uma espécie de aranha pertencente à família Theraphosidae (tarântulas).